# Língua gestual dos Índios das Planícies
A Língua de sinais dos Índios das Planícies (português brasileiro) ou Língua gestual dos Índios das Planícies (português europeu), ou (PISL) é um conjunto de linguagens manualmente codificadas usadas pelos Índios das Planícies, dos Estados Unidos da América e Canadá.
Existem relatos de que, em 1541, 1688, 1740, 1805, e 1828, os Índios das Planícies desenvolveram uma língua gestual para comunicar entre tribos de línguas diferentes.
Acredita-se que esta língua gestual se tenha desenvolvido no baixo Rio Grande, antes dos europeus se estabelecerem nesta área, e que se espalhou para norte.
Não existem provas de que esta língua gestual tenha influenciado o desenvolvimento da ASL, mas acredita-se que isso tenha acontecido. Por volta de 1885, a PISL tinha cerca de 110,000 utilizadores, de índios de vários dialetos tribais. Esta não era uma língua exclusiva para pessoas surdas, antes era uma língua comum entre ouvintes de diferentes dialetos tribais.